# 高世讀

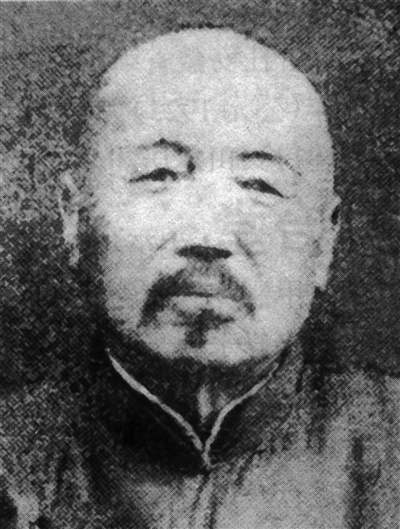
高世讀

高世讀（1873年—1954年）字书田，安徽省亳州城关曹巷口人。中华民国军事及政治人物。

## 生平
高世讀27岁中秀才，在柳湖书院任教2年。光绪二十九年（1903年）赴北京，在毅军翼长姜桂题部担任幕僚。宣统二年（1910年），升为驻豫毅军随营学校总办。宣统三年（1911年），高世读应武卫右军翼长倪嗣冲的聘请，出任该军营务处职务。同年冬，高世读随倪嗣冲赴安徽省阜阳扩充兵力，高世读被任命为军械局总办。民国2年（1913年），高世读任第五路帮统，兼带第一营，驻扎安徽省寿县练兵。
民国9年（1920年）8月，高世读在张文生部下任职。后来，马联甲任安徽督理，高世读被升为第四混成旅旅长。民国13年（1924年）10月，高世读被任命为安徽国民军司令。民国14年（1925年）1月，高世读任第四师师长兼皖北镇守使。
1925年10月，自毅军叛出的孙殿英部占领亳州城，在城内大肆烧杀掠夺，奸淫妇女，血洗亳州，未及时逃出城的三万人中，死亡者达六分之一，亳州城大火燃烧24天，大观楼、荣记电灯厂等等建筑均被烧毁。此前，亳州城由华毓庵的第五旅驻防，但事先华毓庵早已与孙殿英部暗通；城防二团长张拱臣另有所图，遇孙殿英部不战，自北关让开道路，孙殿英部轻松进入亳州城。孙殿英部在亳州城内抢掠，张拱臣部官军则在北关抢掠。孙殿英部占领亳州城后，高世读奉皖军总司令陈调元的军令，率第四旅自寿县驰援亳州。陈调元经与孙传芳协商，借调江苏刘凤图的一个旅参加合围。华毓庵旅迫于军令，也自十河镇出兵，形成了对亳州的合围，将孙殿英部包围在亳州城内。
1926年1月1日，孙殿英部龟缩在亳州城内，张拱臣的二团已在北关停止抢劫，回归华毓庵旅。华毓庵部围堵西门、南门，高世读率领的客军围堵东门、北门。华毓庵为自证清白，下令向城内胡乱开炮。孙殿英将高世读的长女高承玲绑在东门城楼上，要求高世读退兵。高世读未下令攻城，而是下令深挖城外壕沟，截断孙殿英外逃道路。但当天夜间，孙殿英佯攻东门、北门，华毓庵则在西门让路，孙殿英部携带抢劫来的财货，绑架的人质，经郑店子渡过涡河，赴山东投靠张宗昌。
同日，高世读率部进驻亳州城后，安抚城内难民，并很快了解了华毓庵、张拱臣等人勾结孙殿英的情况。高世读密电报告上级后，获便宜行事的指示。1926年1月5日，高世读入亳州城后的第四天，高世读以皖北镇守使的名义请华毓庵到姜公馆商议军务，席间高世读事先安排的伏兵四起，当场击毙华毓庵；随后，又令二团长张拱臣前来，张拱臣刚入亳州西门，便在大街上被击毙。高世读又派人给第五旅参谋长送信，内称第五旅有责，二团有罪，枪支全数上交，军队集合待命，始将第五旅旅长华毓庵放回。第五旅参谋长照办后，只带回了旅长华毓庵、团长张拱臣的尸体及39名被扣留的士兵。
民国15年（1926年）春，高世读出任安徽省省长，任内创办安徽大学。民国16年（1927年）1月，高世读赴天津途中，在徐州遭到直鲁联军第十四军军长孙殿英绑架，孙殿英勒索高世读巨额赎金，后来经朋友作保，赴天津提款。高世读到天津后，便躲入租界，向报界曝光事件真相，终于脱离了孙殿英的魔爪。
高世读下野后，再未出山，先后寓居北京、天津，后来返回家乡亳州居住。回乡后不久，高世读即遭亳县县长熊公烈勒索，高世读借旧日下属之力，迫使熊公烈前倨后恭。抗日战争期间，投靠日本人的王揖唐想让高世读出山任职，高世读拒绝同王揖唐见面。中华人民共和国成立后，高世读将土地文书主动上交亳县人民政府，自己率家属回家乡高瓦房村务农。
1954年元月9日，高世读病逝，享年81岁。